# Kyselina pantoová
Kyselina pantoová (systematický název kyselina (2R)-2,4-dihydroxy-3,3-dimethylbutanová) je hydroxykyselina, která je součástí některých biomolekul. Amid této kyseliny s β-alaninem je kyselina pantothenová (vitamin B5), amid s kyselinou gama-aminomáselnou je léčivá látka kyselina hopantenová. Kyselina pantoová také tvoří část molekuly koenzymu A.